# 주차공간

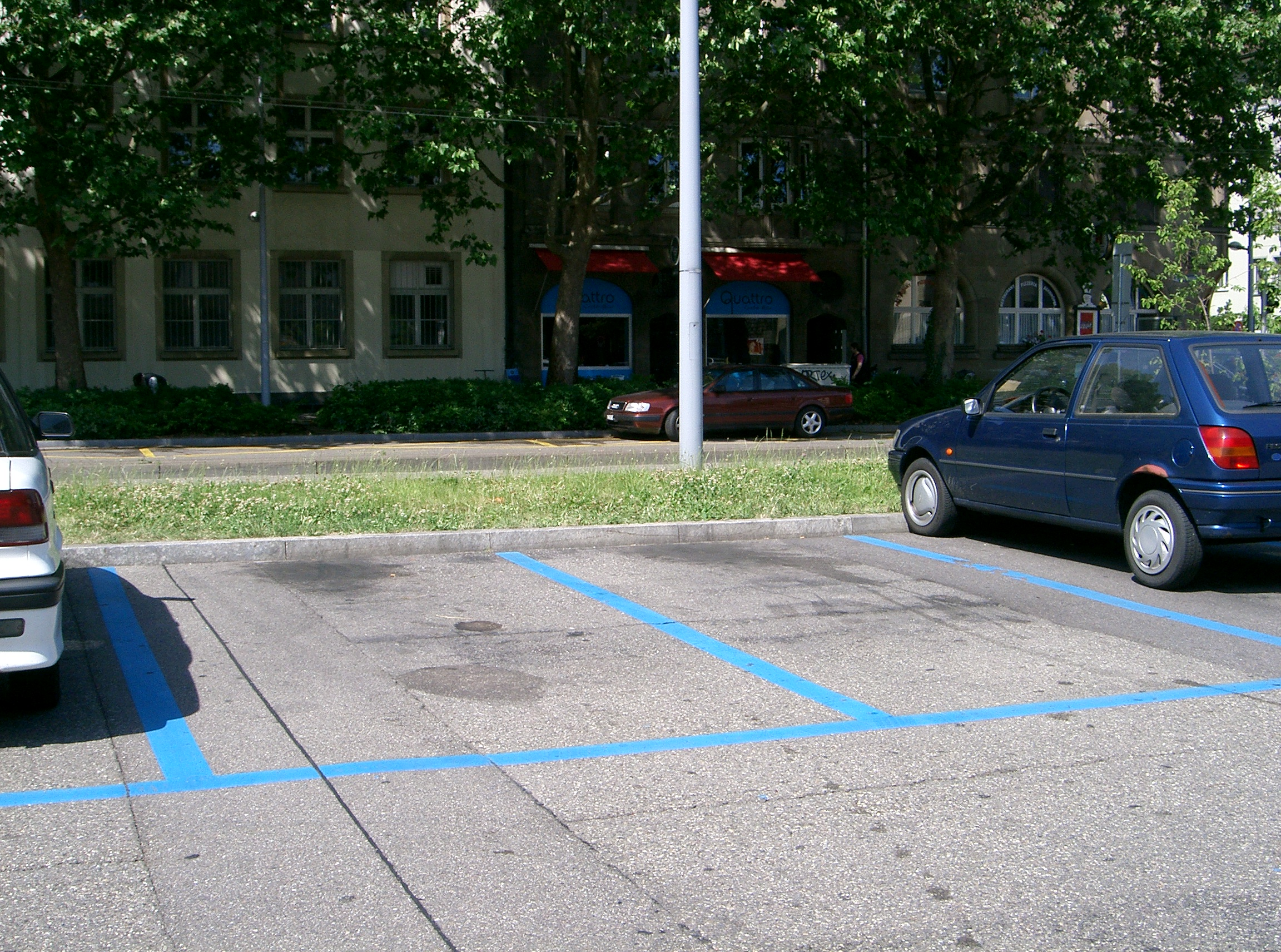
별도 표시된 주차공간

주차공간(駐車空間)은 주차를 할 수 있는 공간의 통칭이다. 주차장, 다층 주차장 등 포함한다.
주차 공간은 포장 여부에 관계 없이 주차를 위해 지정된 위치이다. 주차장이나 도시 거리에 있을 수 있다. 이 공간은 도로 표면 표시로 구분될 수 있다. 자동차는 평행 주차, 수직 주차 또는 경사 주차를 통해 공간 내부에 맞춘다.
주차 공간의 위치에 따라 주차 허용 시간이 규정에 따라 정해질 수 있으며, 주차 공간 이용 시 요금이 부과될 수 있다. 무료 주차로 지정될 수 있다. 공간에 대한 수요가 공급을 초과하면 차량이 보도, 잔디 가장자리 및 해당 목적에 맞게 설계되지 않은 기타 장소에 주차 공간을 과도하게 넘길 수 있다.

## 주차 구획
| \| 예시 \| 예시 \| 예시 \|                    |      |      |
| 2미터(폭) 6미터(길이)로 구획된 3개의 주차공간 |      |      |
| 예시                                          | 예시 | 예시 |

주차장법의 주차구획은 평행주차형식의 경우 구분에서 일반형의 너비를 2.0미터이상 그리고 길이는 6.0미터 이상으로 정하고 있다.

## 같이 보기
- 주차장

1. ↑  주차장법 시행규칙 제3조 주차구획